# Family Radio Service

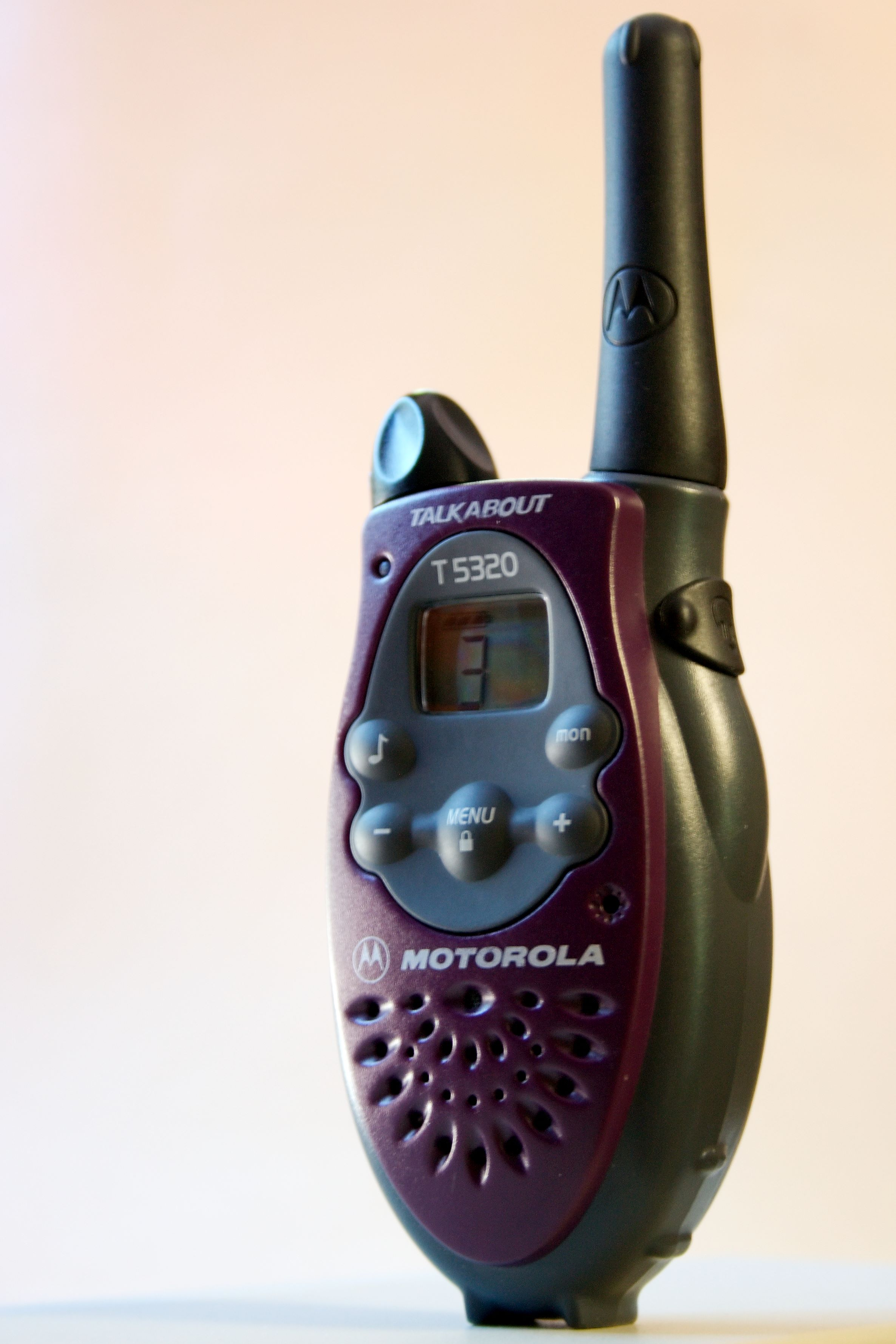
Walkie-talkie

El Family Radio Service (FRS) es un sistema de radio walkie-talkie autorizado en los Estados Unidos desde 1996. Este servicio de radio personal utiliza frecuencias canalizadas alrededor de 462 y 467 MHz en la banda de frecuencia ultra alta (UHF). FRS utiliza modulación de frecuencia (FM) en lugar de modulación de amplitud (AM).
En todo el mundo, existen varios servicios de radio personales similares; estos comparten las características de operación de baja potencia en la banda UHF (o VHF superior) usando FM, y licencias de usuario final simplificadas o sin ellas. Las asignaciones de frecuencia exactas difieren, por lo que los equipos que funcionan legalmente en un país pueden causar interferencias inaceptables en otro. Ninguna de estas radios que funcionan con frecuencias en la banda de frecuencia FRS es legal para operar en cualquier lugar de Europa.

## Información Técnica
Al igual que el PMR446 europeo, las radios FRS están limitadas a 500 mW y no se permiten antenas intercambiables ni reemplazar la antena original; el rango teórico es similar, de unos 3 km en línea recta en terreno plano. Una distancia eficaz de 1,5 km es más realista.
Los canales 1 a 7 son compartidos con el servicio GMRS; si la potencia sobrepasa esos 500 mW, se requiere licencia.
No se pueden usar repetidoras ni se permite interconectar estas radios a la red pública de teléfonos.

El uso de FM permite comunicaciones más claras que las antiguas con AM o SSB, tales como la banda ciudadana o BC

## Canales FRS
| Canal | Frecuencia (MHz) | Potencia         |
| ----- | ---------------- | ---------------- |
| 1     | 462.5625         | P.R.A. de 2 W    |
| 2     | 462.5875         | P.R.A. de 2 W    |
| 3     | 462.6125         | P.R.A. de 2 W    |
| 4     | 462.6375         | P.R.A. de 2 W    |
| 5     | 462.6625         | P.R.A. de 2 W    |
| 6     | 462.6875         | P.R.A. de 2 W    |
| 7     | 462.7125         | P.R.A. de 2 W    |
| 8     | 467.5625         | P.R.A. de 500 mW |
| 9     | 467.5875         | P.R.A. de 500 mW |
| 10    | 467.6125         | P.R.A. de 500 mW |
| 11    | 467.6375         | P.R.A. de 500 mW |
| 12    | 467.6625         | P.R.A. de 500 mW |
| 13    | 467.6875         | P.R.A. de 500 mW |
| 14    | 467.7125         | P.R.A. de 500 mW |
| 15    | 462.5500         | P.R.A. de 2 W    |
| 16    | 462.5750         | P.R.A. de 2 W    |
| 17    | 462.6000         | P.R.A. de 2 W    |
| 18    | 462.6250         | P.R.A. de 2 W    |
| 19    | 462.6500         | P.R.A. de 2 W    |
| 20    | 462.6750         | P.R.A. de 2 W    |
| 21    | 462.7000         | P.R.A. de 2 W    |
| 22    | 462.7250         | P.R.A. de 2 W    |

- P.R.A.: Potencia Radiada Aparente

## FRS en otros países

### Canadá
Las radios FRS han sido autorizadas en Canadá en el año 2000, esencialmente con las mismas características que en los Estados Unidos.

### México
México permite el libre uso del espectro correspondiente a las frecuencias 462 y 467 MHz del espectro UHF, permitiendo el uso de los canales FRS 1 al 14, con una potencia máxima de 500 mW, con ancho de canal de 12.5 kHz, los equipos deben de estar homologados.

### Colombia
En Colombia, el servicio se denomina Radios de Operación Itinerante, el cual tiene 16 frecuencias de uso libre, de las cuales 14 corresponde a FRS, con una potencia máxima de 500 mW, con ancho de canal de 12.5 kHz.
La normativa actual en Colombia, está enmarcada en la Resolución No 105 del 27 de marzo de 2020, por la Agencia Nacional del Espectro-ANE, donde se asignan 2 frecuencias en la banda de VHF 151.6125 MHz y 153.0125 MHz, ancho de banda 12.5 MHz y P.R.A. máxima de 2 vatios de potencia, 7 (siete) frecuencias en el rango de 462 MHz, y 7 (siete) en el rango de 467 MHz con un ancho de banda de 12.5 MHz y un P.R.A DE 500 MW de potencia.
Cabe recordar que Colombia usa 2 frecuencias en VHF y 14 en UHF-FRS, pero solo los canales 8 a 14 son los que cumplen con toda la normativa, es decir Canal o Frecuencia, Ancho de Banda y Potencia Radiada en Antena P.R.A:
En Colombia, hay un Proyecto por parte de la Asociación de Radioaficionados del Eje Cafetero-ASOREC, en la utilización de frecuencias Itinerantes en el CANAL 9, Subtono 11, llamado Canal 911 Radio de Montaña, dedicado a la escucha de excursionistas, senderistas, caminantes, Scouts y demás, en su uso para la atención, colaboración y en un caso de emergencia.

### Otros países
Brasil y otros países de la Región 2 (continente americano) permiten los equipos de la banda FRS.
En otros países, las radios FRS son ilegales. Por ejemplo, en el Reino Unido, esas frecuencias pertenecen al cuerpo de bomberos.

## Radios PMR446 en los Estados Unidos
En los Estados Unidos, la banda de 446 MHz está autorizada exclusivamente a los radioaficionados, por lo que una radio PMR446 NO es legal en ese país. Sin embargo, como transmite en una frecuencia diferente, no podrá comunicar con una radio FRS.
Es importante tomar en cuenta que para utilizar un radio PMR446 en Estados Unidos, Canadá y algunos países de Latinoamérica hay que ser poseedor de una licencia de radioaficionado vigente, ya que su uso sin licencia en esos países es ilegal. De igual forma, las frecuencias que por defecto vienen programadas en los radios PMR446 podrían interferir con estaciones repetidoras o frecuencias de radioaficionados ya establecidas en los países antes mencionados.